# Tony Graffanino
Anthony Joseph Graffanino, né Graffagnino le 6 juin 1972 à Amityville (New York) aux États-Unis, est un joueur américain de baseball évoluant dans la Ligue majeure de baseball de 1996 à 2009. À la fin de la saison 2009, il compte 981 parties jouées en ligue majeure pour 58 coups de circuit et une moyenne au bâton de 0,267. Il est actuellement agent libre.

## Carrière
Tony joue au baseball pour son lycée, l'East Islip à Islip Terrace (New York) et est drafté le 4 juin 1990 par les Braves d'Atlanta dès la fin de ses études secondaires. Il joue près de six saisons au sein des clubs-école de l'organisation des Braves avant de débuter en Ligue majeure le 19 avril 1996.
Tony rejoint l'organisation des Cleveland Indians le 24 juin 2008 en signant un contrat de ligue mineure en faveur des Buffalo Bisons. Il participe à l'entraînement de printemps 2009 avec les Indians et fait son apparition dans l'effectif actif de la franchise de Cleveland le jour du match d'ouverture de la saison en raison de la blessure de Jamey Carroll. Il prend part à seulement 7 matches avec les Indians en 2009.